# Lily Aldridge
Lily Maud Aldridge (Los Angeles, 15 de novembro de 1985) é uma supermodelo norte-americana.
Filha de Alan Aldridge e Laura Lyons, Lily Aldridge nasceu e foi criada em Los Angeles, Califórnia. Ela cresceu em uma família grande, cercada pela criatividade. Seu pai é um artista estabelecido, seus irmãos são um músico e um fotógrafo, além de duas de suas irmãs também serem modelos — ela sempre sonhou em se tornar uma modelo, se espelhando em suas irmãs. Lily foi descoberta em uma festa de sua escola, na oitava série.

## Carreira
Aldridge trabalhou com os mais renomados fotógrafos da indústria da moda, incluindo Bruce Weber, Tom Munro, Cameron Regan, Walter Chin, Miles Aldridge e Cliff Watts. Realizou editoriais para revistas de moda como a Vogue italiana, L'uomo Vogue, Elle italiana, Glamour, Teen Vogue e Elle. Também apareceu na capa da Vogue espanhola. Além disso, estrelou campanhas publicitárias para Rocowear, B Arden e Cosméticos Smashbox, e também em propagandas de Charles David de Primavera/Verão do ano de 2006.
Em 2009, Aldridge participou no Victoria's Secret Fashion Show, e foi até 2018, uma das modelos da marca, conhecidas como Angels. Lily foi a escolhida para usar o sutiã da Victoria's Secret em 2015 intitulado de Firework Fantasy Bra. Lily está em 20° lugar no ranking das modelos mais sexys do mundo, de acordo com o site models.com.

## Vida pessoal
Ficou noiva de Caleb Followill (vocalista do Kings of Leon) em 2010, e no dia 12 de maio de 2011 se casaram. O casal, que está junto desde 2007, tem dois filhos, Dixie Pearl Followill, nascida em 21 de junho de 2012 e Winston Roy Followill, nascido em 29 de janeiro de 2019. Lily participou do videoclipe "Bad Blood" da cantora Taylor Swift.